# Takanosato Toshihide

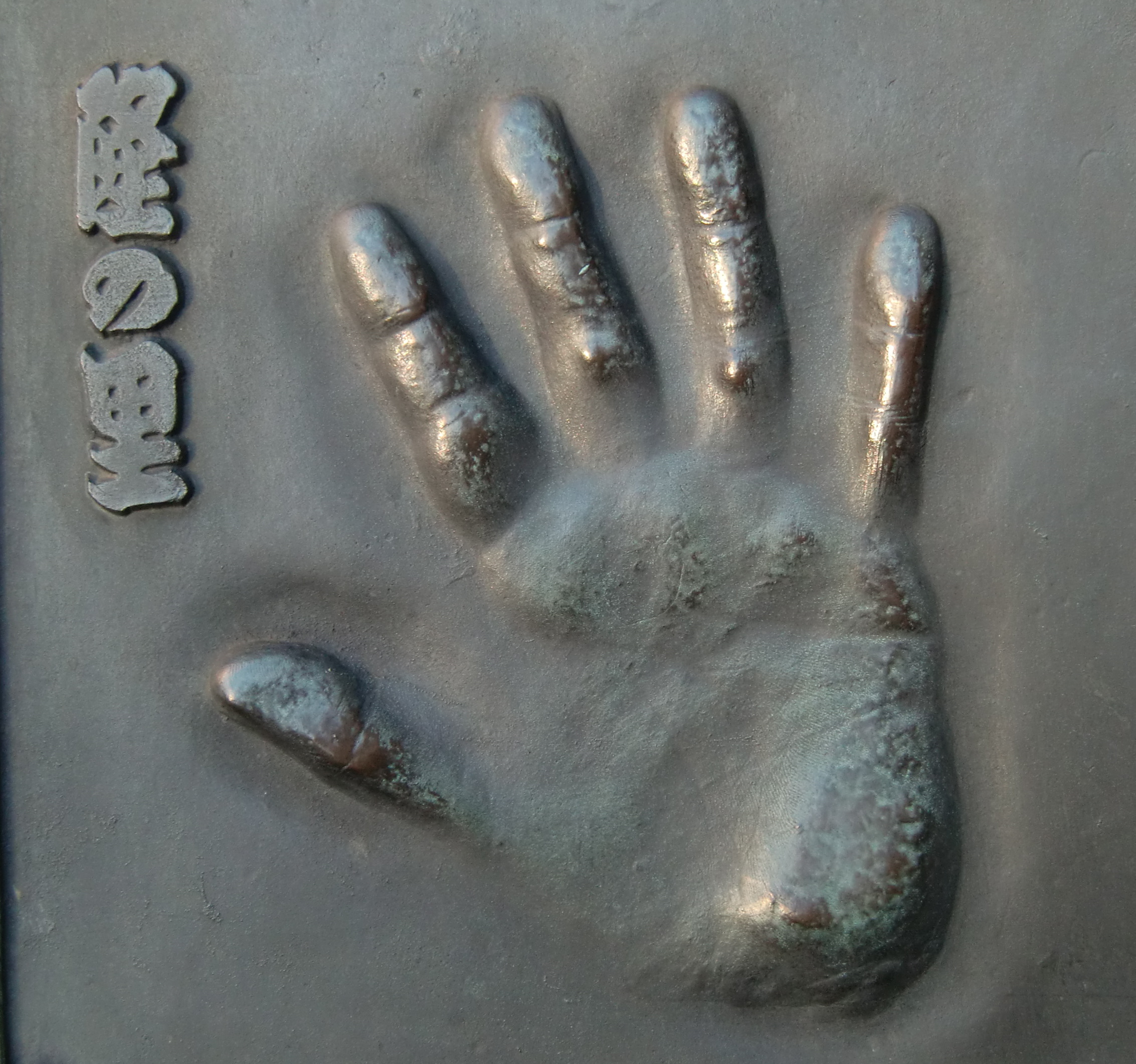
Takanosato Toshihide Handabdruck

Takanosato Toshihide (jap. 隆の里 俊英, eig. Takaya Toshihide, 高谷 俊英; * 29. September 1952 in Namioka (heute: Aomori), Präfektur Aomori; † 7. November 2011 in Fukuoka) war ein japanischer Sumōringer und der 59. Yokozuna.

## Leben und Karriere
Takanosato war als Jugendlicher bereits ein begeisterter Fußballspieler und Judoka. Er stammt aus der gleichen Gegend wie der spätere Yokozuna Wakanohana Kanji II. und wurde zusammen mit diesem vom damaligen Futagoyama Oyakata, dem ehemaligen Yokozuna Wakanohana Kanji I., nach Tokio geholt. Takanosato war einer der ersten Ringer überhaupt, der Krafttraining mit Gewichten ausübte.
Als Rikishi (Sumōringer) debütierte er im Juli 1968. 1975 stand sein Name zum ersten Mal auf der Rangliste der Makuuchi-Division, er wurde jedoch mehrmals wieder zurückgestuft. Meist blieb er als Maegashira in den mittleren Rängen und fiel durch keine besonderen Erfolge auf. Erst ab Mitte 1980 verbesserte er sich, so dass er in die Sanyaku-Ränge vorrückte.
Neben dem ungefähr gleichaltrigen Wakanohana kämpften zur selben Zeit auch überaus starke Ringer wie Chiyonofuji und Kitanoumi an der Spitze der Division. Stallkollege Wakanohana war schon längst Yokozuna, als Takanosato 1982 mit schon fast 30 Jahren zum Ōzeki ernannt wurde. Kurz vor seinem Geburtstag gelang Takanosato mit dem Sieg im Septemberturnier Aki-Basho ein Coup. Dabei kassierte er nicht eine einzige Niederlage. Er hielt seine Form auch in den anschließenden Turnieren, und sein Turniersieg im Juli 1983 überzeugte die Verantwortlichen, ihm den Titel Yokozuna zuzugestehen.
Am letzten Kampftag des folgenden Aki-Basho, seinem ersten Basho als Yokozuna, traf Takanosato, der bisher ungeschlagen geblieben war, auf den in diesem Turnier bis dahin ebenfalls unbesiegten Chiyonofuji – und setzte sich durch. Damit konnte erstmals ein Yokozuna auf seinem Antrittsturnier mit Zensho-Yusho siegen. Im Januar 1984 gewann er den Kaiserpokal zum letzten Mal. Wegen Verletzungen konnte er im ganzen Jahr 1985 kaum noch an Turnieren teilnehmen und erklärte schließlich seinen Rücktritt.
Der ehemalige Yokozuna eröffnete nach der Ringerlaufbahn als Stallmeister Naruto Toshihide seinen eigenen Ringerstall, den Naruto-Beya, der seither einige bekannte Rikishi hervorgebracht hat, wie beispielsweise den ehemaligen Sekiwake Wakanosato Shinobu.
Takanosato litt an Diabetes. Diesen Umstand hielt er jedoch jahrelang geheim. Später schrieb er einen Ratgeber für Betroffene, wie nach seinen Erfahrungen mit der Erkrankung umzugehen sei.